# Hypoponera pia
Hypoponera pia är en myrart som först beskrevs av Auguste-Henri Forel 1901.  Hypoponera pia ingår i släktet Hypoponera och familjen myror. Inga underarter finns listade i Catalogue of Life.